# حيد الجزيل (دوعن)
'

تعديل مصدري - تعديل

حيد الجزيل هي إحدى قرى عزلة صيف بمديرية دوعن التابعة لمحافظة حضرموت، بلغ تعداد سكانها 17 نسمة حسب تعداد اليمن لعام 2004.